# 尼古拉斯·P·莫尼
尼古拉斯·P·莫尼（1962年—）是一位英裔美国真菌学家和科普作家，出生于英国牛津，现为俄亥俄州邁阿密大學教授，主要作品有《酵母演义：真菌如何塑造人类文明》（The Rise of Yeast: How the Sugar Fungus Shaped Civilisation）、《自私的人类：人类如何避免自我毁灭》（The Selfish Ape : Human Nature and Our Path to Extinction）、《生命的时间轴：从一微秒到十亿年的生命奇迹》（Nature Fast and Nature Slow: How Life Works, from Fractions of a Second to Billions of Years），以及入选牛津通识读本的《微生物学》（Microbiology）和《真菌》（Fungi）等。